# FAUN
FAUN (рус. ФАУН) — германский производитель кранов из франконского города Лауф-ан-дер-Пегниц, дочернее подразделение японской акционерной компании Tadano, полное название — Tadano Faun GmbH. Tadano Faun ведёт свою историю с 1845 года, от нюрнбергской литейной мастерской Ю. Х. Брауна.
Кроме этого, существует германская машиностроительная фирма FAUN Umwelttechnik, являющаяся дочерним подразделением германского концерна Kirchhoff Gruppe и расположенная в нижнесаксонском Остерхольц-Шармбеке. Обе фирмы образовались в результате разделения в конце XX века компании FAUN AG.

## История
1845—1918
История фирмы FAUN началась в 1845 году, когда мастер-литейщик Юстус Христиан Браун (1814—1877) организовал в Нюрнберге литейную мастерскую, первоначально специализировавшуюся на производстве из бронзы столбов для городского уличного освещения и так называемых «тирольских колоколов». В дальнейшем производство было переориентировано на противопожарное оборудование и инвентарь, изготовляемые также из меди и латуни. В 1868 году в Гунценхаузене на выставке средств пожаротушения фирмой был представлен первый пожарный насос на колёсном ходу.
Менее чем за 20 лет, к 1873 году, площадь занимаемая заводом, достигла 13 000 м². В этом же году на международной выставке в Вене Ю. Х. Браун был удостоен награды за разработку новой модели пожарного насоса. А в 1875 году была зарегистрирована фирма «Justus Christian Braun Maschinen- und Metallgusswarenfabrik und Eisengiesserei», единственным владельцем которой являлся Ю. Х. Браун. В это время в фирме работали 30 служащих и 300 рабочих.
К концу XIX века фирма освоила производство трёх- и четырёхколёсных на паровом ходу пожарных насосов и лестниц, которые с наступлением следующего века стали оборудоваться бензиновыми и электробензиновыми (Mixed-System) двигателями. C приобретением в 1910 году обанкротившегося нюрнбергского автопроизводителя Union, фирма приступила к выпуску легковых и грузовых автомобилей «Kaiser-Wagen» с бензиновыми двух-, четырёх- и шестицилиндровыми двигателями мощностью от 6 до 60 л. с., в дальнейшем также автобусов, пожарных и санитарных автомобилей, автомобилей для городских коммунальных служб.
22 сентября 1911 года фирма объединилась с английским предприятием по производству велосипедов «The Premier Cicle Co. Ltd.» и новая фирма получила название «Justus Christian Braun Premier-Werke AG». Однако данное объединение привело к банкротству фирмы, и 10 ноября 1913 года производственные мощности «Braun Premier-Werke» сначала были арендованы, а в скором времени полностью выкуплены нюрнбергской фирмой Карла Шмидта «Nürnberger Feuerlöschgeräte- und Fahrzeugfabrik».
К началу и во время Первой мировой войны основную продукцию производства составляли стандартизированные трёхтонные грузовики для германского рейхсвера.
8 февраля 1918 года произошло ещё одно объединение, теперь уже бывшего завода Ю. Х. Брауна с автозаводом «Fahrzeugfabrik GmbH Ansbach» в Ансбахе. В результате образовалась новая фирма под названием «Fahrzeugfabrik Ansbach und Nürnberg» или в сокращённом варианте — FAUN (Faun или Faunas, Wolfsgott (рус. Фавн) — доброе лесное божество у италиков).